# Meteg
 Meteg (hebräisch מֶתֶג)  ֽ  ist ein Betonungszeichen unter den biblischen Teamim, die im Tanach erscheinen. Meteg ist ein zweiter Akzent zur Bezeichnung des Nebentons oder Vokallängung, der sich neben dem ersten Akzent auf dem gleichen Wort oder der Wortgruppe befindet.

## Begriffe
Meteg (מֶתֶג) ist mit „Zügel“ zu übersetzen. Abhängig vom Kontext wird der Akzent auch Maʾarich, oder Gaʿja genannt.

## Symbol
| Meteg                      | Meteg | Meteg            | Meteg | Meteg |
| -------------------------- | ----- | ---------------- | ----- | ----- |
| \| מֶתֶג \| ֽ \| הָֽאָדָ֫ם \|      |       |                  |       |       |
| Biblische Betonungszeichen |       |                  |       |       |
| Sof pasuq                  | ֽ ׃    |                  | Paseq | ׀     |
| Etnachta                   | ֑      | Segol            | ֒      |       |
| Schalschelet               | ֓      | Zaqef qaton      | ֔      |       |
| Zakef gadol                | ֕      | Tipcha           | ֖      |       |
| Rewia                      | ֗      | Zinnorit         | ֘      |       |
| Paschta                    | ֙      | Jetiw            | ֚      |       |
| Tewir                      | ֛      | Geresch          | ֜      |       |
| Geresch muqdam             | ֝      | Gerschajim       | ֞      |       |
| Qarne para                 | ֟      | Telischa gedola  | ֠      |       |
| Pazer                      | ֡      | Atnach hafuch    | ֢      |       |
| Munach                     | ֣      | Mahpach          | ֤      |       |
| Mercha                     | ֥      | Mercha kefula    | ֦      |       |
| Darga                      | ֧      | Qadma            | ֨      |       |
| Telischa qetanna           | ֩      | Jerach ben jomo  | ֪      |       |
| Ole we-Jored               | ֫ ֥     | Illuj            | ֬      |       |
| Dechi                      | ֭      | Zarqa            | ֮      |       |
| Rewia gadol                | ֗      | Rewia mugrasch   | ֜ ֗     |       |
| Rewia qaton                | ֗      | Mahpach legarmeh | ֤ ׀    |       |
| Azla legarmeh              | ֨ ׀    | Kadma we-asla    | ֨ ֜     |       |
| Maqqef                     | ־     | Meteg            | ֽ      |       |
| מֶתֶג                        | ֽ      | הָֽאָדָ֫ם             |       |       |

Das Symbol für Meteg besteht in einem kurzen senkrechten Strich unter der schwächer betonten Silbe und ist identisch zum Symbol von Silluq. Silluq steht ausschließlich in Kombination mit Sof pasuq am Ende eines Satzes. Meteg ist durch diese Stellung nicht mit Silluq zu verwechseln, es erscheint immer zusätzlich zu einem anderen Akzent. Wenn Silluq und Meteg zusammen auf einem Wort erscheinen, dann ist das erste Zeichen immer Meteg, das zweite Zeichen Silluq.  Die Stellung kann links oder rechts unten neben einem zugehörigen Vokal sein, oder auch darunter.

## Kantillation
Mit Meteg ist keine eigene Melodie verbunden, das Betonungszeichen deutet nur an, dass die betroffene Silbe abhängig vom Kontext etwas lauter oder langsamer gesungen wird.
In den Fällen, in denen der mit Meteg bezeichnete Nebenton länger gehalten werden soll, wird dieser Akzent Maʾarich genannt. Als Gaʿja wird er bezeichnet, wenn er mit erhobener, lauter Stimme gesungen werden soll. Dabei wird unterschieden zwischen Groß-Gaʿja bei langen Vokalen, Klein-Gaʿja bei kurzen Vokalen und euphonischem Gaʿja bei eigentlich schwachen Vokalen, die nur deutlich genug ausgesprochen werden sollen.

## Grammatik
Meteg wird bei besonders langen Wörtern oder bei einer mit Maqqef  gebildeten Wortgruppe benutzt, um eine zweite Betonung des Wortes oder innerhalb der Wortgruppe anzudeuten. In der Regel kennzeichnet Meteg den Gegenton. In der Regel handelt es sich um die zweite (offene) Silbe vor dem Hauptton, z. B. הָֽאָדָ֫ם (oder מֶֽלֶךְ-צֹר), wenn die zweite Silbe vor dem Hauptton geschlossen ist, beispielsweise הָֽאַרְבָּעִ֫ים (oder עֶֽבֶד-הַמֶּלֶךְ). Meteg kann auch in der vierten Silbe vor dem Hauptton stehen, z. B. שָֽׁבֻעֹ֥תֵיכֶ֫ם.